# Martti Aljand
Martti Aljand (Tallinn, 8 luglio 1985) è un nuotatrice estone, nipote e fratello rispettivamente delle anch'esse nuotatrici olimpiche Ulvi Voog e Triin Aljand.
Specializzato nella rana, ha partecipato ai Giochi di Pechino 2008, gareggiando nei 100m rana e 200m rana.
Ai Campionati europei di nuoto in vasca corta del 2011, ha vinto 1 bronzo nei 100m misti, mentre ai Campionati europei di nuoto in vasca corta del 2012, ha vinto 1 argento nei 100m rana ed 1 bronzo nei 100m misti.